# شاتونوف فيلفياي
شاتونوف فيلفياي (بالفرنسية: Châteauneuf-Villevieille)‏ هي بلدية فرنسية تقع في إقليم الألب البحرية من منطقة بروفنس ألب كوت دازور في جنوب شرق فرنسا. تبلغ مساحة هذه المدينة 8.38 (كم²)، وترتفع عن سطح البحر 650 م، يبلغ عدد سكانها 835 نسمة حسب إحصاء المعهد الوطني للإحصاء والدراسات الاقتصادية سنة 2009 م. وترأس Edmond Mari البلدية خلال فترة (2008-2014).

## وصلات خارجية
- صفحة البلدية على موقع المعهد الوطني للإحصاء والدراسات الاقتصادية